# Stefan Monberg
Stefan Monberg (født 3. april 1987) er dansk fodboldspiller, hvor hans primære position er på midtbanen og er involveret i det offensive angrebsspil. Hans nuværende klub er Kløvermarken FB siden januar 2008..
Den teknisk dygtige Stefan Monberg startede oprindeligt i Fremad Amager som ungdomsspiller indtil han som 2. års junior skiftede til Hvidovre IF. Efter kun et halvt år i hans nye klub valgte han at fortsætte i en anden københavnsk klub, KB, hvor han i 2006 blev kåret som klubbens bedste ynglingespiller. Han spillede det meste af efteråret 2006 på Kjøbenhavns Boldklubs førstehold (FC Københavns reservehold) i 2. division øst, som udelukkende bestod af ungseniorspillere, som suppleredes med spillere fra FC Københavns førsteholdstrup. Han nåede at træne sammen med FC Københavns førstehold uden dog at få sin debut i en officiel førsteholdskamp.
Kort inden hans kontrakt med klubben udløb den 31. december 2006 satte han sig selv til salg igennem Spillerforeningens transferliste. I foråret 2007 valgte Stefan Monberg at vende tilbage til sin gamle klub Fremad Amager for at prøve at tilspille sig en plads på klubbens 1. divisionshold.

## Spillerkarriere
- 199x-200x: Boldklubben Fremad Amager (ungdomsspiller)
- 200x-200x: Hvidovre IF
- 200x-2006: Kjøbenhavns Boldklub (FC Københavns reservehold), 2? kampe, 2. division øst
- 2007-2007: Boldklubben Fremad Amager, 10 kampe og 0 mål, 1. division[1]
- 2007-: Kløvermarkens FB, har spillet fast hele 2008 sæsonen.